# Hani i Elezit (kommun)
Hani i Elezit (albanska: Komuna e Hanit të Elezit, serbiska: Opština Ðeneral Janković, Општина Ђенерал Јанковић, Ðeneral Janković, Ђенерал Јанковић) är en kommun i Kosovo. Den ligger i den sydöstra delen av landet, 60 km söder om huvudstaden Priština.